# Света Теодота
Света Теодота је мајка свете браће Козме и Дамјана, бесребреника и чудотвораца. Живела је животом богоугодним и у такав живот упутила и синове своје.
Српска православна црква слави њу 2. јануара по црквеном, а 15. јануара по грегоријанском календару.